# Placówka Straży Celnej „Możdżanów”

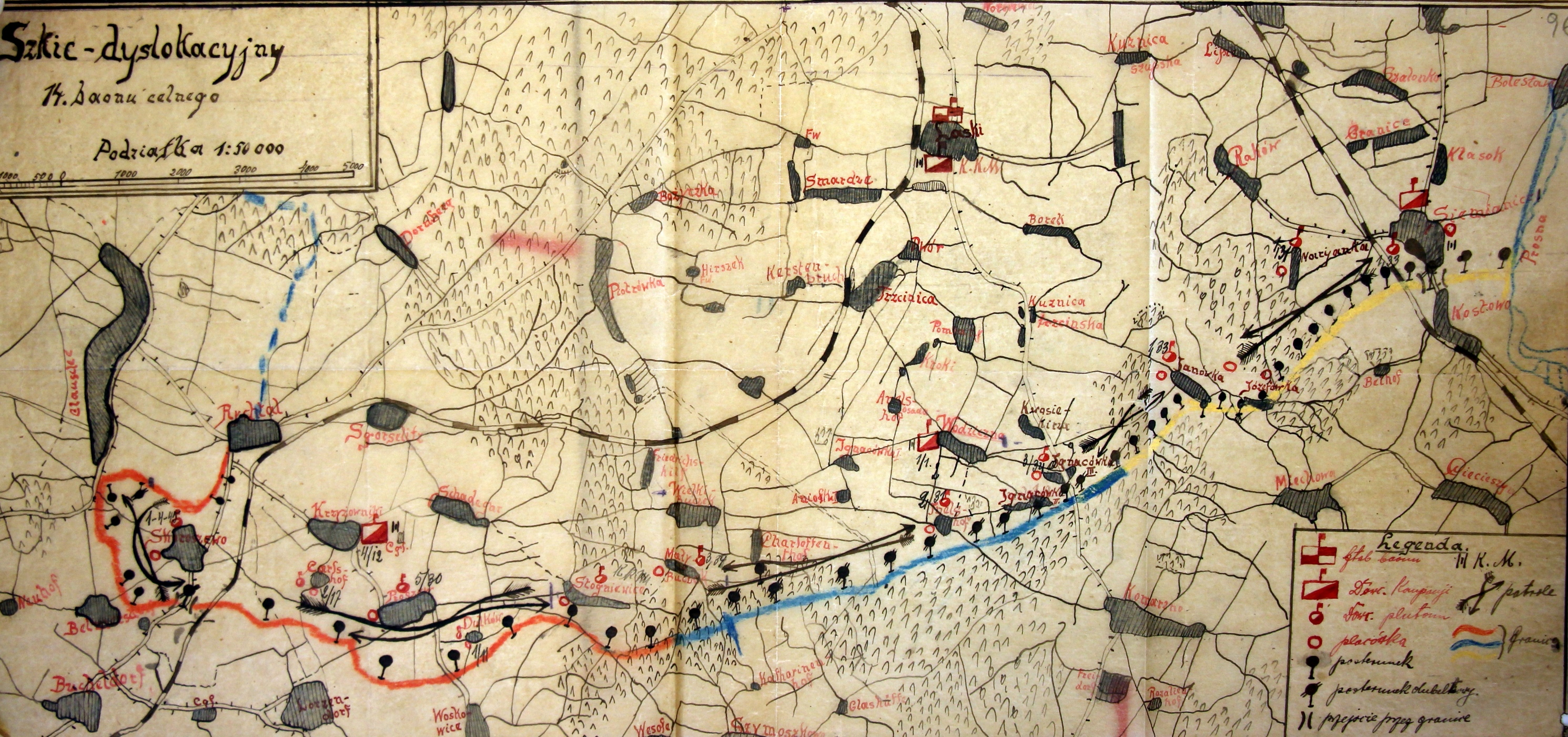
Rozmieszczenie 14 batalionu celnego

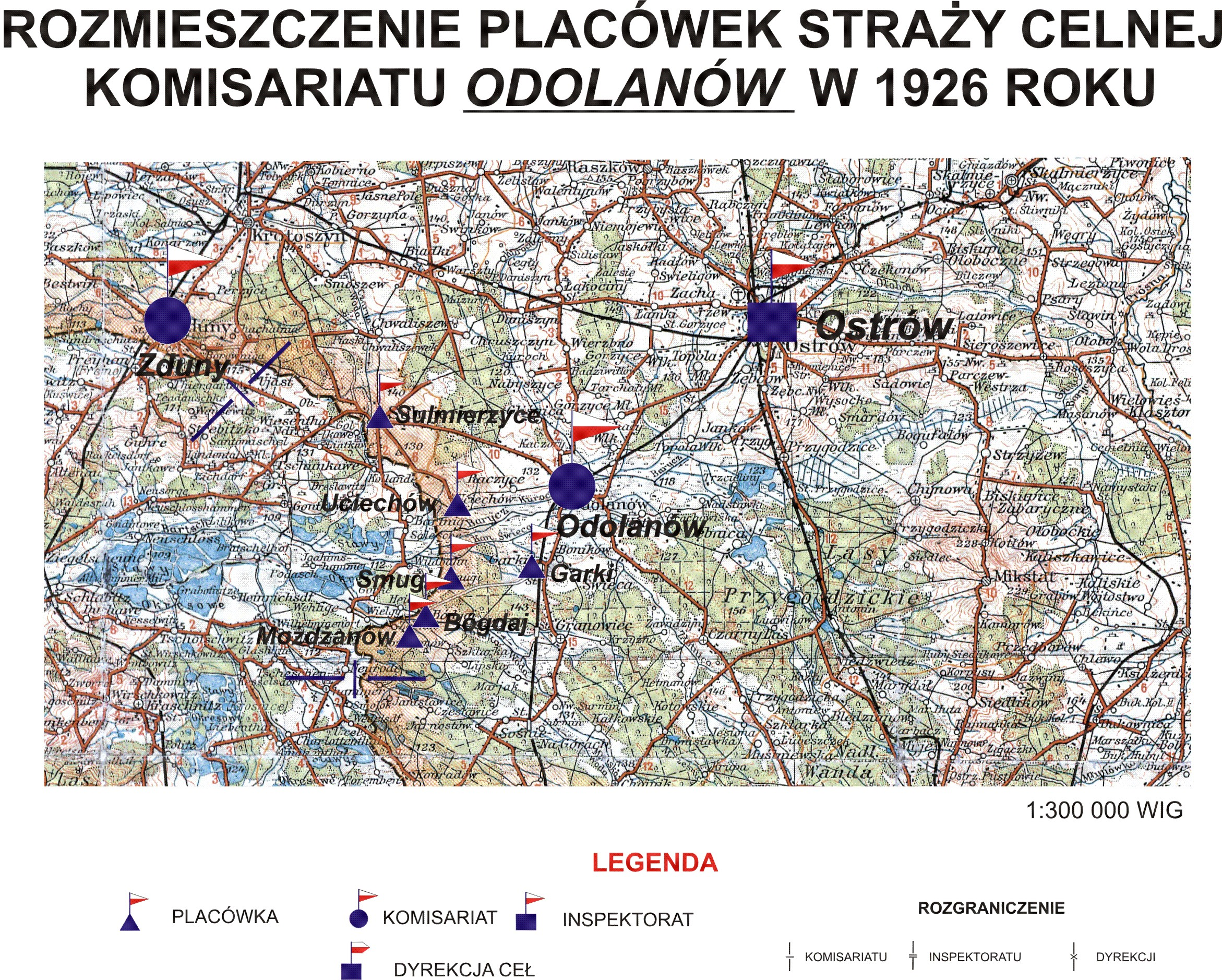
Rozmieszczenie placówek Straży Celnej Komisariatu Odolanów

Placówka Straży Celnej „Możdżanów” – jednostka organizacyjna Straży Celnej pełniąca w okresie międzywojennym służbę ochronną na granicy polsko-niemieckiej.

## Formowanie i zmiany organizacyjne
Na wniosek Ministerstwa Skarbu, uchwałą z 10 marca 1920 roku, powołano do życia Straż Celną. Od połowy 1921 roku jednostki Straży Celnej rozpoczęły przejmowanie odcinków granicy od pododdziałów Batalionów Celnych. W 1921 roku w Konradowie, a potem w Cieszynie stacjonował sztab 2 kompanii 14 batalionu celnego. Kompania wystawiała między innymi placówkę w Możdżanowie. Proces tworzenia Straży Celnej trwał do końca 1922 roku. Placówka Straży Celnej „Możdżanów” weszła w podporządkowanie komisariatu Straży Celnej „Odolanów” z Inspektoratu SC „Ostrów”.
W drugiej połowie 1927 roku przystąpiono do gruntownej reorganizacji Straży Celnej. W praktyce skutkowało to rozwiązaniem tej formacji granicznej. Ochronę północnej, zachodniej i południowej granicy państwa przejęła powołana z dniem 2 kwietnia 1928 roku Straż Graniczna.

## Funkcjonariusze placówki
Kierownicy placówki
| stopień          | imię i nazwisko, numer    | okres pełnienia służby | kolejne stanowisko |
| ---------------- | ------------------------- | ---------------------- | ------------------ |
| starszy strażnik | Stanisław Garczarek (563) | był w 1926             |                    |

Obsada personalna placówki w 1926:
- starszy strażnik Stanisław Garczarek (563)
- strażnik Ludwik Kasprzyk (1151)
- strażnik Józef Łopatka (1539)
- strażnik Alfons Zimoch (4)
- strażnik Maksymilian Tertoń (286)
- strażnik Ignacy Kołodziejski (1827)
- strażnik Andrzej Kunikowski (340)